# Чеслав Сконечни
Чеслав Сконечни (пол. Czesław Skonieczny; 7 липня 1894, Варшава — 27 березня 1946, Лодзь) — польський актор.
До війни грав у варшавських театрах, а під час війни в публічних театрах: Teatr Nowości і Teatr Maska. Після війни виступав у Театрі мініатюр «Сирена» в Лодзі. Похований на цвинтарі Повонзкі у Варшаві (секція 215-4-2).

## Вибрана фільмографія
- 1930 — Вітер з моря
- 1932 — Безіменні герої / Bezimienni bohaterowie
- 1936 — Пан Твардовський
- 1937 — На поверх вище / Piętro wyżej